# АгитАБ-500-300

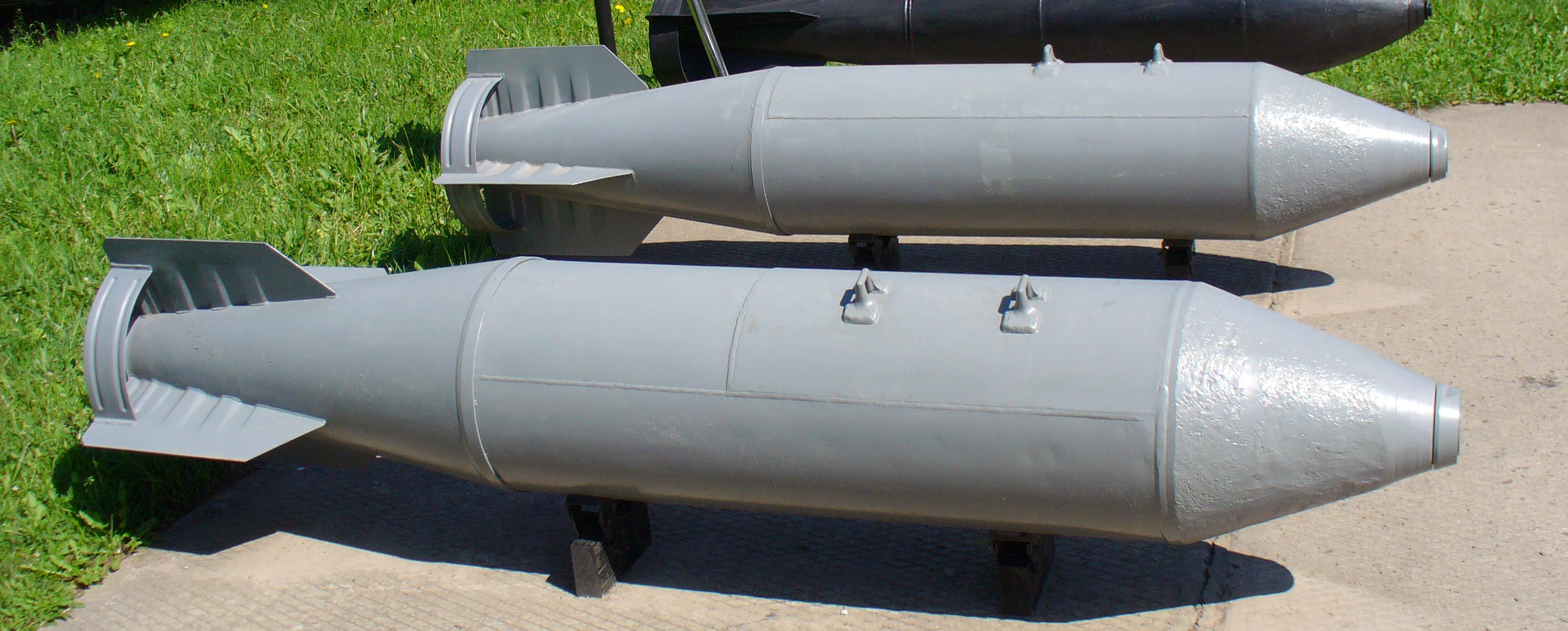
Агитационные авиабомбы АгитАБ-500-300, Военно-исторический музей ВВС, Винница

АгитАБ-500-300 — агитационная авиационная бомба калибра 500 кг. Фактическая масса полностью снаряженной бомбы составляет около 300 кг, в зависимости от плотности бумаги и типа литературы. Разработана и состояла на вооружении СССР и в настоящее время состоит на вооружении России. Является свободно падающей авиабомбой специального типа, —  относится к категории агитационных боеприпасов. Предназначена для распространения листовок и другой агитационной литературы на территории, контролируемой противником. Брошюры, газеты, журналы укладываются в бандероли для предотвращения их повреждения.

## Конструкция и принцип действия
АгитАБ-500-300 состоит из тонкостенного корпуса с массивной головной частью и стабилизатором в хвостовой части, дистанционного взрывателя, расцепляющего механизма и заряда контейнера. Для придания конструктивной прочности вдоль оси бомбы проходит металлическая штанга, соединяющая головную и хвостовую части в единое целое.
При срабатывании взрывателя боковые панели высвобождаются, и срабатывает заряд контейнера и агитационные материалы покидают бомбу, попадая в набегающий поток воздуха.

## Основные характеристики
| Характеристика АгитАБ-500-300          | Значение |
| -------------------------------------- | -------- |
| Длина без взрывателя, мм               | 2400     |
| Длина полная, мм                       | 2422     |
| Диаметр корпуса, мм                    | 400      |
| Вес пустого корпуса, кг                | 237      |
| Вес агитлитературы, кг                 | 46-75    |
| Вес окончательно снаряженной бомбы, кг | 283-312  |
| Количество листовок формата А4, шт     | 30 000   |
| Площадь разлета литературы, га         | 3-10     |

## История применения
АгитАБ-500-300 применялись Россией в ходе Чеченских войн на территории, контролируемой боевиками.

## Схожие проекты
- АгитАБ-250-85 — российская агитационная авиабомба калибра 250 кг. Первоначально была разработана и состояла на вооружении в СССР. Конструкция аналогична АгитАБ-500-300, вес полностью снаряженной бомбы составляет 72,5-93,5 кг.